# Giovacchino Forzano
Giovacchino Forzano (Borgo San Lorenzo, 19 de novembre de 1883 - Roma, 28 d'octubre de 1970) fou un advocat, periodista, dramaturg, director i llibretista italià.

## Biografia[3]
Director del diari Il giornale apuano, periòdic polític liberal, amb seu a Carrara, entre el 1907 i el 1913; va col·laborar també amb el diari La Nazione de Florència.
De jove va estudiar medicina i després dret; es va dedicar també al cant i per un breu període va actuar com a baríton en la província toscana. De mica en mica va començar a escriure amb creixent èxit.
Va ser autor de llibrets d'òperes, tragèdies històriques, comèdies d'entorn burgès, celebracions nacionalsocialistes i guions cinematogràfics.
Amic de Benito Mussolini, es va fer càrrec de l'empresa cinematogràfica Tirrenia Film de Tirrenia (regió litoral prop de Pisa), fundant els estudis Pisorno, primera "ciutat del cinema" en Itàlia.
Fou el pare del cineasta Andrea Forzano, qui durant la segona guerra mundial va dirigir Ragazza che dorme (Noia que dorm, 1940) i La casa senza tempo (La casa sense temps, 1943). En la postguerra Andrea Forzano va dirigir, juntament amb Joseph Losey, la pel·lícula Imbarco a mezzanotte (Embarcament a mitjanit, 1951). Giovacchino Forzano va ser també l'avi, per part de mare, del periodista Luca Giurato, del cantautor Flavio Giurato i del fotògraf Blasco Giurato.
Solia passar llargs períodes de vacances als Apenins, a Lizzano Pistoiese, durant els quals, en el silenci del poble, es va inspirar per a la creació de les seves obres.

## Obres

### Llibrets
- Lodoletta, música de Pietro Mascagni
- Il piccolo Marat, música de Pietro Mascagni
- Suor Angelica, música de Giacomo Puccini
- Gianni Schicchi, música de Giacomo Puccini
- Edipo re, música de Ruggero Leoncavallo
- Sly, música de Ermanno Wolf-Ferrari
- I Compagnacci, música de Primo Riccitelli
- Madonna Oretta, música de Primo Riccitelli
- Il re, música d'Umberto Giordano
- Ciottolino, música de Luigi Ferrari Trecate
- Santa poesia, música de Domenico Cortopassi
- Ginevra degli Almieri, música de Mario Peragallo

### Teatre
- Gli amanti sposi, comèdia (1924)
- Il dono del mattino, comèdia (1925)
- Gutlibi, drama teatral (1926)
- Ginevra degli Almieri, drama històric (1927)
- Danton, drama històric (1930)
- Campo di maggio, drama històric (1930) i direcció de la pel·lícula (1935)
- Villafranca, drama històric (1932)

### Altres
- Carrara del 27 abril al 22 agost #'59, Carrara, Tip. Artística, 1909
- La favola del Llop, de #el #Ós, de les faine, del Mastino, ecc, 1914
- Carrara en el 1859: notícies recollides de documents inediti de l'Arxiu Comunal i riordinate a uso dels col·legis, Firenze, Tip. Lanini, 1911

## Filmografia
- La reginetta delle rose direcció conjunta amb Gino Rossetti (1915)
- Il dono del mattino, direcció d'Enrico Guazzoni (1932), escenografia
- Villafranca, (1934), guió, escenografia i direcció
- La canzone del sole, direcció de Max Neufeld (1933), soggetto e sceneggiatura
- Camicia nera, (1933), guió, escenografia, direcció i muntatge
- Campo di maggio, (1935), guió, escenografia i direcció
- Maestro Landi, (1935), guió, escenografia, direcció, música i muntatge
- Fiordalisi d'oro, (1935), guió i direcció
- 13 uomini e un cannone, (1936), guió, direcció, escenografia i música
- Il conte di Brechard, direcció de Mario Bonnard (1938), guió
- Sei bambine e il Perseo, (1939), guió, escenografia, direcció, música i muntatge
- Don Buonaparte, regia di Flavio Calzavara (1941), guió i escenografia
- Il re d'Inghilterra non paga, (1941), guió, escenografia, direcció i música
- Piazza San Sepolcro, (1943), guió, escenografia, direcció, música i muntatge